# Eleusine indica
Espèce
Synonymes
- Cynosurus indicus L.

Eleusine indica, l'éleusine des Indes ou « pied-de-poule », est une espèce de plantes monocotylédones de la famille des Poaceae (graminées).
C'est une herbe annuelle de petite taille, présente dans les régions tropicales et subtropicales dans la zone des 50 degrés de latitude. Elle se comporte comme une espèce envahissante dans certaines régions.
Eleusine indica est étroitement apparentée à Eleusine coracana (éleusine ou millet africain), espèce allotétraploïde, dont elle est probablement un ancêtre.
Les graines d'Eleusine indica sont comestibles et sont parfois utilisées comme aliment de famine, mais les rendements sont faibles. 
C'est une mauvaise herbe importante dans les champs cultivées, ainsi que dans les pelouses et terrains de golf. 
Elle prospère dans les zones perturbées aux sols compacts et bien ensoleillées. Cette plante basse est capable de produire des graines, même lorsqu'elle est tondue à ras.
Les méthodes de lutte font appel au travail du sol (labour) et à des traitements herbicides.
Certaines populations ont développé une résistance à des herbicides, notamment ceux à base de glyphosate.

## Description

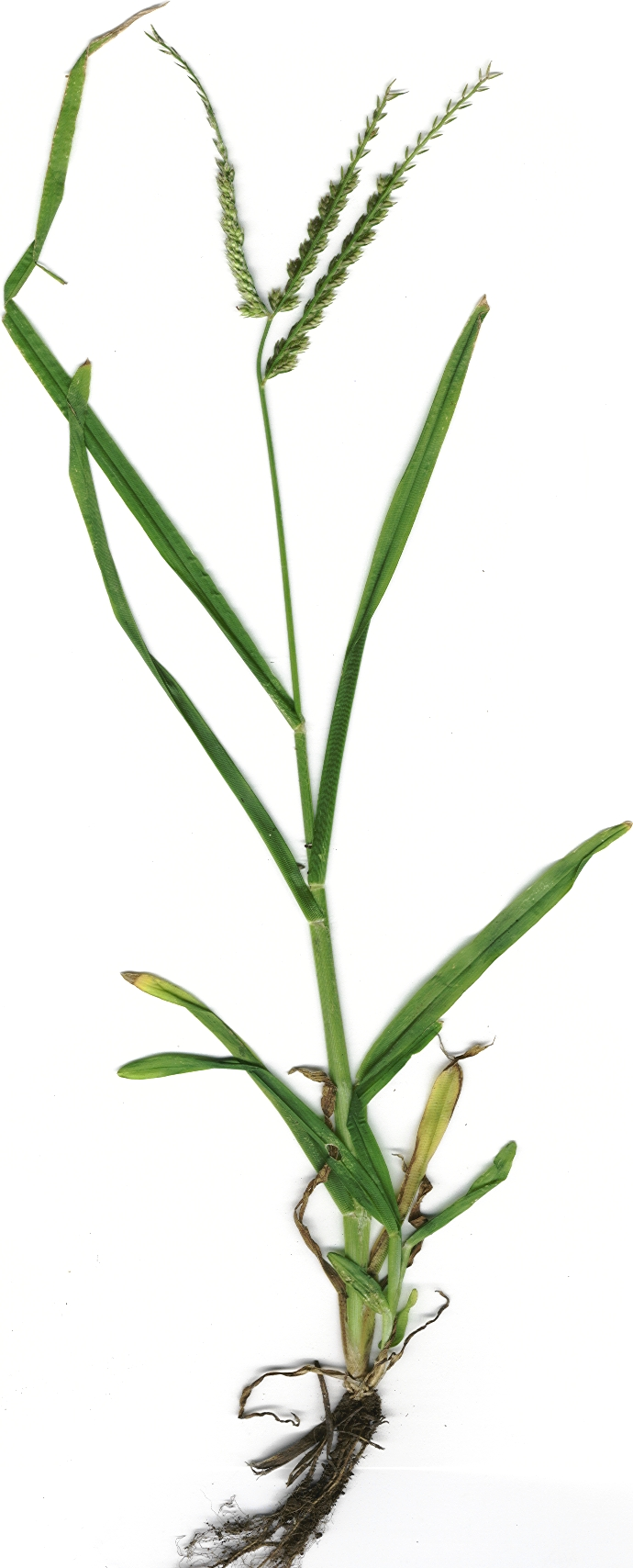
Tige feuillée et fleurie.

Eleusine indica est une plante herbacée annuelle  cespiteuse, ramifiée à la base, pouvant atteindre 30 à 60 cm de haut.
Les tiges (chaumes) sont lisses, comprimées, à port dressé ou prostré.
Le système racinaire, fibreux, est particulièrement résistant et difficile à arracher.
Les feuilles ont un limbe linéaire, de 3 à 8 mm de large, parfois plié, et une gaine foliaire lisse.
Les inflorescences sont des panicules à ramification digitée, comptant de deux à six épis sessiles, sans arête, de 4 à 15 cm de long, dont un est souvent inséré plus bas sur la tige.
Le rachis des épis est nettement aplati, et les épillets lâchement imbriqués.
Ces derniers, sessiles, de 3 à 4 mm de long, comptent de trois à quinze fleurs. Les glumes sont plutôt inégales, la glume inférieure est étroite, oblongue obtuse, à une nervure, la glume supérieure, longue de 3 mm, plutôt aiguë, est lancéolée ou ovale-lancéolée, parfois pliée en forme de carène, et compte trois nervures.
Le péricarpe, persistant, très lâche et membraneux, renferme une graine rugueuse.
La sous-espèce africana est tétraploïde, de plus grande taille, avec des épillets plus grands et une ligule à frange nettement ciliée.

## Liste des sous-espèces et variétés
Selon Tropicos (4 janvier 2016) (Attention liste brute contenant possiblement des synonymes) :
- sous-espèce Eleusine indica subsp. africana (Kenn.-O'Byrne) S.M. Phillips
- sous-espèce Eleusine indica subsp. coracana (L.) Lye
- sous-espèce Eleusine indica subsp. indica
- variété Eleusine indica var. barcinonensis (Costa ex Willk.) K. Richt.
- variété Eleusine indica var. brachystachya Trin.
- variété Eleusine indica var. condensata Döll
- variété Eleusine indica var. coracana (L.) Fiori
- variété Eleusine indica var. indica
- variété Eleusine indica var. intermedia Chiov.
- variété Eleusine indica var. major E. Fourn.
- variété Eleusine indica var. monostachya F.M. Bailey
- variété Eleusine indica var. oligostachya Honda
- variété Eleusine indica var. pumila Asch. & Graebn.
- variété Eleusine indica var. stricta (Roxb.) Chiov.
- variété Eleusine indica var. tristachya (Lam.) Fiori